# Gul Dukat
Gul Dukat is een personage uit het Star Trek universum, uit de televisieserie Star Trek: Deep Space Nine. Hij wordt gespeeld door Amerikaans acteur Marc Alaimo.
Gul Dukat is een Cardassiaans militair. Gul is zijn rang, vergelijkbaar met kapitein bij de Federatie, hoewel een Gul niet alleen het commando over een schip maar ook over grote organisaties zoals bijvoorbeeld een Orde kan hebben.

## Het leven van Gul Dukat
Tijdens de Cardassiaanse bezetting van Bajor was Gul Dukat de toezichthouder van de planeet. Hij had zijn hoofdkwartier in ruimtestation Terok Nor, dat na de Cardassiaanse terugtrekking werd omgedoopt tot Deep Space Nine.
Na de ontdekking van het Bajoraanse wormgat werd Gul Dukat door het Cardassiaanse commando bevolen dit wormgat voor de Cardassiaanse Unie in bezit te nemen. Benjamin Sisko was hem echter voor, waarna Gul Dukat uit de gunst viel bij zijn regering. Nadat zijn vermiste dochter Tora Ziyal werd teruggevonden verloor hij alle steun en werd gedegradeerd tot vrachtschipkapitein, omdat hij zijn dochter bij een Bajoraanse slavin had verwekt. Tijdens de oorlog met de Klingons onderscheidde hij zich en begon zijn ster weer te rijzen. Toen de Dominion het Alfa-kwadrant was binnengevallen en de Cardassiaanse Unie zich met de Dominion verbond, werd Dukat de leider (Legaat) van het Cardassiaanse rijk.
Nadat een ondergeschikte zijn dochter had vermoord omdat ze voor de vijand had gespioneerd, werd Dukat waanzinnig. Tijdens de herovering van Deep Space Nine werd Dukat gevangengenomen door de Federatie en door Federatiedokters behandeld. Hij wist te ontsnappen en een jaar later voerde hij een oeroud ritueel uit, met als doel een Pah-geest op te roepen. De Pah-geesten zijn de aartsvijanden van de Bajoraanse profeten en hij hoopte hiermee de door hem gehate Bajoranen te treffen. Het ritueel lukte en Dukat werd bezeten door een Pah-geest. De bezeten Dukat ging naar Deep Space Nine, waar het geestwezen de Orbs verduisterde en zo het met de profeten verbonden wormgat afsloot. Hierbij vermoordde Dukat wetenschapsofficier Jadzia Dax. Uiteindelijk wist Benjamin Sisko de Orb weer te laten stralen en daarmee het wormgat weer te openen, maar intussen hadden verschillende Bajoranen, die de profeten zagen verdwijnen, hun geloof verloren; zij werden lid van Dukats Pah-cultus. De Federatie heroverde het ruimtestation en kon de cultleden redden voordat Dukat ze tot zelfmoord kon brengen, maar Dukat zelf kon ontsnappen. Terug op Cardassia Prime veranderde Dukat zich door middel van plastische chirurgie in een Bajoraan en ging daarna naar Bajor, waar hij het vertrouwen won van Kai Winn, de Bajoraanse spiritueel leidster. Samen probeerden ze met het Boek van Kosst Amojan de Pah-geesten uit hun gevangenis in de Vuurgrotten te bevrijden. Kai Winn offerde Dukat aan de Pah-geesten, maar zij brachten hem weer tot leven, gaven hem zijn Cardassiaanse uiterlijk terug en benoemden hem tot afgezant (Emissary) van de Pah-geesten. Toen Benjamin Sisko, de afgezant van de profeten, in de Vuurgrotten arriveerde kwam Kai Winn tot inkeer, waarop ze werd gedood door de Pah-geesten. Hierop stortte Sisko zichzelf met het boek en Dukat in de vlammen, waardoor Dukat en de Pah-geesten voor altijd gevangen bleven zitten in de Vuurgrotten. Benjamin Sisko kwam in de wereld van de profeten terecht.